# HD 101917
HD 101917，又名CP-78 677，SAO 256865、HR 4509，是一颗恒星，视星等为6.39，位于銀經299.66，銀緯-16.87，其B1900.0坐标为赤經11h 38m 41s，赤緯-78° -16.87′ 4″。